# Pseudyrias dufayi
Pseudyrias dufayi là một loài bướm đêm trong họ Noctuidae.